# Геннадий I (патриарх Константинопольский)
Геннадий I Константинопольский (греч. Γεννάδιος; ок. 400 — 20 ноября 471) — патриарх Константинопольский (458—471). Почитается в Православной церкви в лике святителей, память совершается 31 августа (13 сентября) РПЦ, 17 и 20 ноября — греческие церкви.

## Жизнеописание
Геннадий был родом из Антиохии, к моменту избрания на Константинопольскую кафедру в 458 году был клириком храма Святой Софии. Он был последовательным сторонником решений Халкидонского собора и почитался халкидонитами длительное время как последний православный патриарх так как после него до 518 года константинопольские патриархи были сторонниками «Энотикона» императора Зинона. Геннадий был дружен с преподобным Даниилом Столпником, во время его патриаршества в Константинополе консул Студий построил храм Ионна Предтечи к которому переселились монахи акимиты, положившие начало Студийскому монастырю.
О патриархе Геннадии рассказывает «Луг духовный» Иоанна Мосха, содержащий рассказы иноков обители Салама (близ Александрии) преподобных Софрония и Иоанна (при Геннадии они были клириками Константинопольской церкви). Сказание рассказывает о чуде, совершённом патриархом Геннадием:

Многие докучали ему из-за одного клирика, весьма дурного поведения, по имени Харисия. Призвав клирика, патриарх пытался вразумлять его, но вразумления нисколько на него не действовали. Тогда приказал наказать по правилам отеческим и церковным. Но наказание не принесло ни малейшей пользы: дело доходило до волхования и убийства… Вот патриарх призывает к себе одного из апокрисиариев, посылает его к св. Елевферию (Харисий был чтецом при его храме) и поручает ему сказать: «св. Елевферий, один из твоих воинов много грешит. Или исправь его или отлучи»! Апокрисиарий отправился в храм св. мученика Елевферия и стал пред жертвенником. …и воскликнул: «святый мучениче Христов, патриарх Геннадий объявляет тебе чрез меня, грешного: „твой воин много грешит. Или исправь его, или отлучи!“». И на другой день нечестивец был найден мёртвым…

Святитель Геннадий был автором ряда проповедей и толкований. Известны по фрагментам или упоминаниям у других авторов его комментарии на Книгу пророка Даниила, на книги Бытие, Исход, на Псалмы, книги малых пророков и Послания апостола Павла. Единственным полностью сохранившимся сочинением Геннадия является «Окружное послание» Поместного Константинопольского собора 458—459 годов, посвящённое проблеме симонии.
Патриарх Геннадий управлял Константинопольской церковью 13 лет. Он мирно скончался в Константинополе в 471 году. Местное же кипрское предание сообщает, что Геннадий был якобы смещён с кафедры Акакием и отправился в паломничество в Иерусалим. По пути туда он остановился на Кипре, заблудился на острове и долго просился на ночлег, но никто не впустил его в дом, не веря что это патриарх. По причине холодной зимы Геннадий замёрз на улице, утром его тело опознали и с почестями погребли в Пафосе.